# Ellsworth Huntington

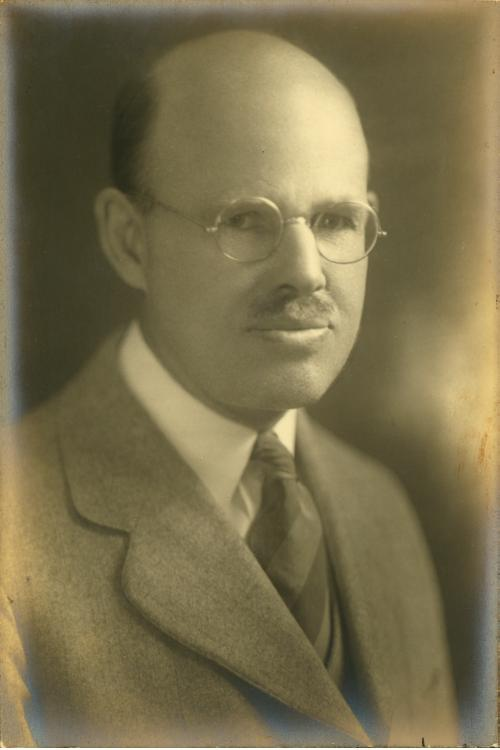
Ellsworth Huntington

Ellsworth Huntington (ur. 1876, zm. 1947) – amerykański geograf, zwolennik determinizmu geograficznego. Prowadził badania w Azji Środkowej, na Bliskim Wschodzie, w Ameryce Północnej oraz Środkowej.

## Ważniejsze prace
- Civilization and Climate